# Adrián Embarba
Adrián Embarba Blázquez, né le 7 mai 1992 à Madrid (Espagne), est un footballeur espagnol. Il évolue au poste d'ailier à l'UD Almería.

## Biographie
Lors de la saison 2016-2017, il inscrit sept buts en deuxième division avec le club du Rayo Vallecano.
Le 23 janvier 2020, Embarba signe au RCD Espanyol pour quatre ans contre un montant de dix millions d'euros.
Embarba est rapidement inscrit par Abelardo sur la feuille de match contre l'Athletic Bilbao deux jours plus tard. Entrant en jeu à la place d'Óscar Melendo, l'ailier délivre une passe décisive pour son ancien coéquipier du Rayo, Raúl de Tomás, et permet au club d'obtenir un nul 1-1 au RCDE Stadium. Le 16 février, Embarba inscrit son premier but pour les Pericos sur coup franc face au Séville FC (nul 2-2). Il marque sur penalty la journée suivante mais l'Espanyol s'incline 1-2 au Real Valladolid. Embarba devient rapidement un élément clef du club et un rare rayon de soleil pour les supporters grâce à des performances se démarquant au sein d'un naufrage collectif. Malgré son apport, l'Espanyol est relégué à l'issue de la saison, finissant dernier du championnat.
Embarba reste à l'Espanyol malgré la descente, le club ayant l'objectif de remonter le plus vite possible dans l'élite espagnole. Le 12 septembre 2020, il joue son premier match de la saison contre l'Albacete Balompié et marque sur penalty lors de la première journée de Segunda División (victoire 3-0). Embarba est un artisan de la victoire 0-3 à Málaga le 2 novembre en réalisant son premier doublé pour les Pericos et en délivrant une passe décisive. Sous les ordres de Vicente Moreno, il effectue un exercice réussi sur le plan individuel en marquant neuf buts et en délivrant quatorze passes, faisant de lui le meilleur passeur de Segunda pour la seconde année consécutive et la troisième fois de sa carrière depuis 2018. L'Espanyol est sacré champion et retrouve la Liga un an après sa descente.
Embarba commence la saison 2021-2022 comme une pièce maîtresse de Moreno. Toutefois, l'ailier ne parvient pas à retrouver le niveau montré en Segunda et se montre imprécis dans son jeu, notamment dans ses centres et corners, preuve de sa perte de confiance. Bien que l'Espanyol se maintienne en terminant quatorzième de la Liga, les performances de certains cadres, dont Embarba, sont pointées du doigt par les supporters. Une certaine rupture entre le public perico et Embarba se fait lors d'une lourde défaite 5-1 à Villarreal en février 2022 où le joueur est accusé d'avoir effectué des gestes déplacés envers les supporters. Il déclare le mois suivant comprendre que les supporters attendent plus de lui. Embarba clôt son exercice en ayant disputé trente-deux matchs de championnat et délivré deux passes décisives.
Le 24 août 2022, Embarba s’engage pour quatre ans à l'UD Almería, promu en Liga. Après une saison précédente difficile, il quitte l'Espanyol qui souhaitait alléger sa masse salariale.

## Statistiques
| Saison                | Club                  | Championnat           | Championnat | Championnat | Championnat | Coupe(s) nationale(s) | Coupe(s) nationale(s) | Coupe(s) nationale(s) | Total | Total | Total |
| Saison                | Club                  | Division              | M.          | B.          | P.d.        | M.                    | B.                    | P.d.                  | M.    | B.    | P.d.  |
| 2013-2014             | Rayo Vallecano        | Liga                  | 11          | 0           | 1           | 2                     | 0                     | 0                     | 13    | 0     | 1     |
| 2014-2015             | Rayo Vallecano        | Liga                  | 14          | 3           | 3           | 2                     | 1                     | 1                     | 16    | 4     | 4     |
| 2015-2016             | Rayo Vallecano        | Liga                  | 28          | 2           | 5           | 4                     | 0                     | 0                     | 32    | 2     | 5     |
| 2016-2017             | Rayo Vallecano        | Segunda División      | 33          | 7           | 4           | -                     | -                     | -                     | 33    | 7     | 4     |
| 2017-2018             | Rayo Vallecano        | Segunda División      | 42          | 8           | 14          | -                     | -                     | -                     | 42    | 8     | 14    |
| 2018-2019             | Rayo Vallecano        | Liga                  | 36          | 5           | 6           | -                     | -                     | -                     | 36    | 5     | 6     |
| 2019-2020             | Rayo Vallecano        | Segunda División      | 23          | 7           | 11          | 1                     | 0                     | 0                     | 24    | 7     | 11    |
| Sous-total            | Sous-total            | Sous-total            | 187         | 32          | 44          | 9                     | 1                     | 1                     | 196   | 33    | 45    |
| 2019-2020             | RCD Espanyol          | Liga                  | 18          | 2           | 4           | -                     | -                     | -                     | 18    | 2     | 4     |
| 2020-2021             | RCD Espanyol          | Segunda División      | 38          | 9           | 14          | 2                     | 0                     | 0                     | 40    | 9     | 14    |
| 2021-2022             | RCD Espanyol          | Liga                  | 32          | 0           | 2           | 2                     | 0                     | 0                     | 34    | 0     | 2     |
| 2022-2023             | RCD Espanyol          | Liga                  | 1           | 0           | 0           | -                     | -                     | -                     | 1     | 0     | 0     |
| Sous-total            | Sous-total            | Sous-total            | 89          | 11          | 20          | 4                     | 0                     | 0                     | 93    | 11    | 20    |
| 2022-2023             | UD Almería            | Liga                  | -           | -           | -           | -                     | -                     | -                     | 0     | 0     | 0     |
| Sous-total            | Sous-total            | Sous-total            | 0           | 0           | 0           | 0                     | 0                     | 0                     | 0     | 0     | 0     |
| Total sur la carrière | Total sur la carrière | Total sur la carrière | 276         | 43          | 64          | 13                    | 1                     | 1                     | 289   | 44    | 65    |

## Palmarès

### En club
- Rayo Vallecano :
  - Champion de Segunda División en 2018.
- RCD Espanyol :
  - Champion de Segunda División en 2021.

### Distinctions personnelles
- Meilleur passeur de Segunda División en 2018 (14 passes)
- Meilleur passeur de Segunda División en 2020 (11 passes)
- Meilleur passeur de Segunda División en 2021 (14 passes)